# Hoplocnemis auriventris
Hoplocnemis auriventris är en skalbaggsart som beskrevs av Hermann Burmeister 1844. Hoplocnemis auriventris ingår i släktet Hoplocnemis och familjen Melolonthidae. Inga underarter finns listade i Catalogue of Life.